# Boris Covali
Boris Covali, född 8 augusti 1982, är en moldavisk sångare.
Covali har deltagit i Moldaviens uttagning till Eurovision Song Contest vid hittills tre tillfällen.
Han debuterade i O melodie pentru Europa år 2010 med låten "No Name". Med låten deltog han i den andra semifinalen, från vilken han tog sig vidare till finalen. I finalen fick han 9 poäng av juryn (tredje högst) men 0 av folket vilket gav en total 5:e plats. Året därpå deltog han i O melodie pentru Europa 2011 tillsammans med sångerskan Cristina Croitoru. Med låten "Break it Up" fick de i finalen 6 poäng av juryn och 5 poäng av telefonrösterna vilket gav 11 poäng och en 6:e plats av 25 deltagare.
I O melodie pentru Europa 2013 ställde Covali upp med det svenskproducerade bidraget "Runaways". Han deltog i den första semifinalen som han vann och därmed tog sig till finalen den 16 mars 2013. I finalen slutade han på andra plats bakom segrande Aliona Moon, slagen med 2 poäng. 2014 deltar han i Moldaviens uttagning till Eurovision Song Contest 2014 med låten "Perfect Day" efter att hans andra bidrag, svenskproducerade "Flying", diskvalificerats av TRM.

## Diskografi
- 2009 – "O mare e tu"
- 2010 – "No Name"
- 2011 – "Break it Up" (feat. Cristina Croitoru)
- 2013 – "Runaways"
- 2014 – "Flying"
- 2014 – "Perfect Day"